# 富山市立草島小学校
富山市立草島小学校（とやましりつ くさじましょうがっこう）は富山県富山市にある公立小学校。

## 沿革
個別に出典が提示されていない箇所の出典→。
- 1873年9月 - 草島村の高井又七郎宅の一部を借用して創立。
- 1877年 - 金山新村の五十嵐市郎兵衛方の一部を借用し、分校を設置。
- 1883年3月 - 草島村の大場岩次郎の持ち家を購入し校舎に充てる。
- 1887年7月 - 校舎を新築し、階上を賛化小学校、階下を草島小学校と校名変更。
- 1910年8月 - 現在地に移転。
- 1916年10月 - 1教室を増築。
- 1928年11月 - 雨天体操場を新築。
- 1944年7月 - 八幡国民学校草島分校となる。
- 1950年7月 - 給食室を増築、2教室を開放し雨天体操場とする。
- 1954年12月 - 講堂（120坪）を新築。
- 1956年12月 - 新校舎2教室竣工。
- 1961年4月 - 独立開校式挙行。校旗、校歌制定。
- 1962年12月 - 4教室、児童昇降口（137坪）新築。
- 1964年10月 - 2教室増築。
- 1968年4月 - 特別教室、便所増築。
- 1972年6月 - ランチルームを新設。
- 1978年2月 - 6教室増築、2教室移築。
- 1993年3月21日 - 新校舎（鉄筋コンクリート造3階建て、一部2階、平屋建て、延床面積3,762m2）竣工。総工費は約8億8,000万円。

## 通学区域
金山新、金山新桜ヶ丘、金山新東、草島、草島[火力発電社宅］、草島新町、富浦町

## 進学先
- 富山市立和合中学校

## 出身者
- 松田洋昌（お笑い・ ハイキングウォーキング）